# Klipphöna
Klipphöna (Alectoris barbara) är en övervägande nordafrikansk fågel i familjen fasanfåglar inom ordningen hönsfåglar.

## Utseende
Klipphönan tillhör en grupp med närbesläktade och mycket likartade hönsfåglar i släktet Alectoris som avlöser varandra geografiskt, i Europa representerade i övrigt av stenhöna (Alectoris graeca), berghöna (Alectoris chukar) och rödhöna (Alectoris rufa). Alla är 32–36 centimeter långa satta fåglar med ljust ansikte, någon form av ansiktsmask och mörkt halsband. De har även röda fötter, grått bröst, rostbeige buk, lodrätt randiga flanker samt rostfärgade yttre stjärtpennor som kontrasterar mot brungrå rygg och övergump.
De är alla sällskapliga men vaksamma och springer helst undan vid störning. Flykten är låg med snabba vingslag och stela glid.
Klipphöna är den mest avvikande genom att sakna vit hakklapp. Istället har den en bred rödbrun halskrage, band centralt på hjässan och ett stråk bakåt från kinden. Strupen och sidan av huvudet är ljusgrått.

## Läte
Klipphönans revirläte är varierande, men består ofta av rytmiska serier i snabb galopptakt. Rösten är grötig och hes och ramsorna inleds av enstaviga gälla toner.

## Ekologi
Den häckar i många olika biotoper på olika nivåer på mellan 100 och 3 300 meter över havet, från karga klippiga bergssluttningar, till öppna skogsbiotoper med gläntor, till torra öppna låglandsbiotoper.
Arten lägger ägg från mars till maj, även om ägg har hittats även i december i Kanarieöarna. Boet är en fördjupning i marken som klipphönan fodrar med gräs. Däri lägger honan alltifrån sex till 27 ägg. Klipphönan livnär sig huvudsakligen på löv, skott, frukt och frön men även insekter som myror.

## Utbredning och systematik
Klipphöna delas in i fyra underarter:
- koenigi – förekommer i nordvästra Marocko, Kanarieöarna och södra Spanien
- barbara – förekommer i norra Marocko och norra Algeriet samt Sardinien
- spatzi – förekommer i södra Marocko till centrala Algeriet och södra Tunisien
- barbata – förekommer i Libyen och nordvästra Egypten

Det råder olika uppfattningar huruvida populationerna i södra Spanien, Kanarieöarna och Sardinien är ursprungliga eller inplanterade. Säkerligen inplanterad är den på Madeira.
Studier visar att den isolerade barbata skiljer sig från övriga underarter och möjligen kan utgöra en egen art.

Klipphönans ungefärliga utbredningsområde i turkos.

## Status
Arten har ett stort utbredningsområde och en stor population, men tros minska i antal, dock relativt långsamt. Utifrån dessa kriterier kategoriserar IUCN arten som livskraftig (LC). Arten minskar på grund av jakt och habitatförlust på grund av förändrade jordbruksmetoder. I Europa tros det häcka mellan 7.500 och 20.000 par, med oklar populationsutveckling. 

## I kulturen
Klipphöna är Gibraltars nationalfågel.

## Bilder

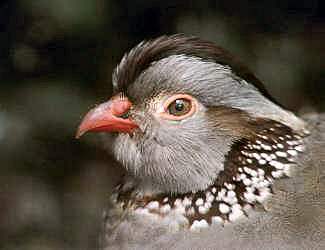
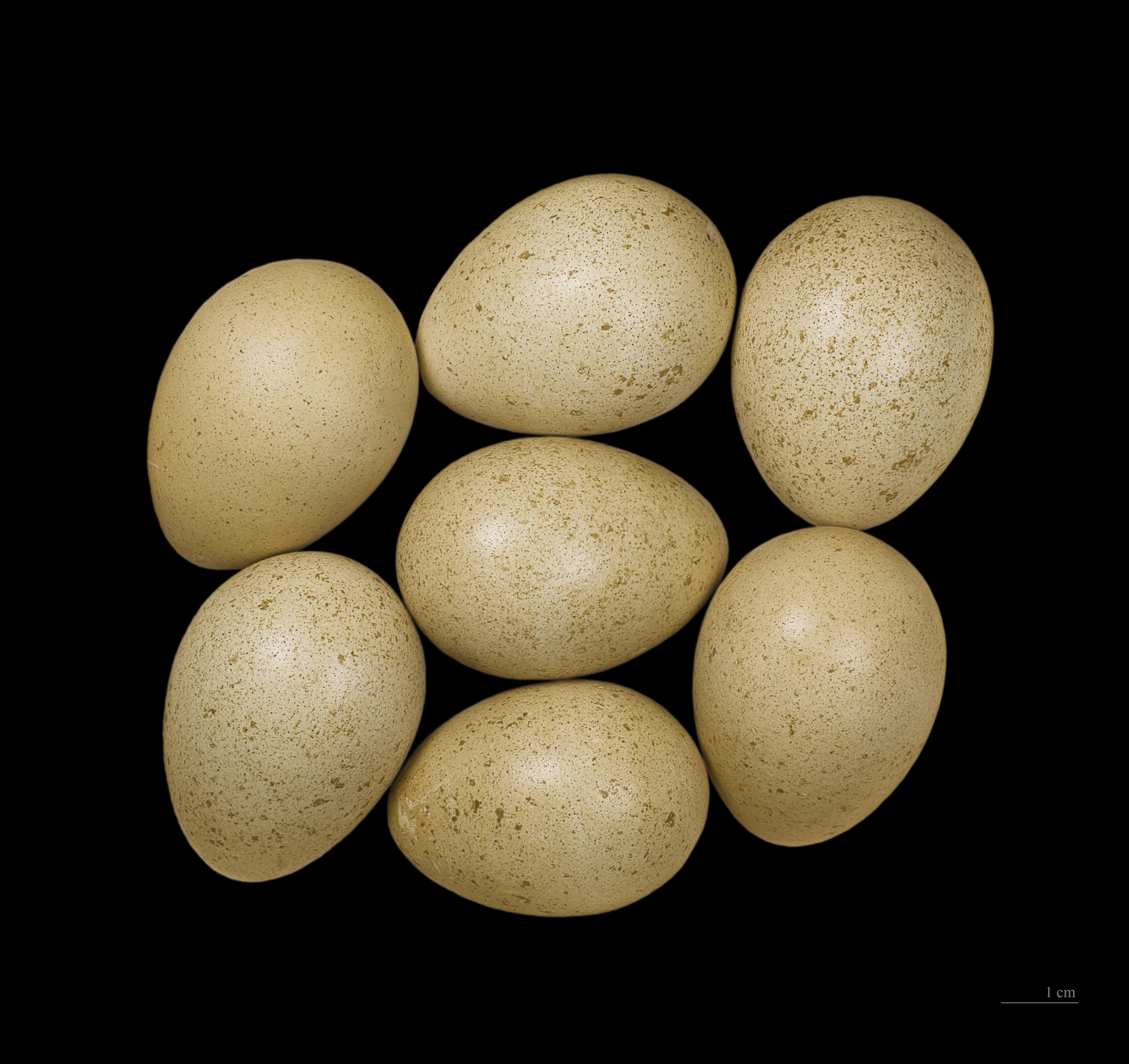
Alectoris barbara